# Intoxication au toluène
Pour les critères de reconnaissance comme maladie professionnelle, voir Intoxication professionnelle au toluène.
Le toluène, également appelé méthylbenzène ou phénylméthane  est  un hydrocarbure aromatique sous la forme d'un liquide transparent, très répandu et utilisé comme produit de départ industriel ou comme solvant.
Sa manipulation comporte des risques pour la santé de l’utilisateur. Les troubles provoqués chez les travailleurs sont d’ailleurs reconnus au titre de la maladie professionnelle : Intoxication professionnelle au toluène

## Métabolisme chez l’homme
Même si une importante quantité du toluène, 25 % à 40 %, est expirée sous forme inchangée par les poumons, la plus grande partie est métabolisée et excrétée par d'autres voies d’élimination. La principale voie du métabolisme du toluène est celle de l’hydroxylation en alcool benzylique par la chaîne des enzymes de la famille du cytochrome p450 (CYP). Il existe cinq CYP qui ont un rôle important dans le métabolisme du toluène, CYP1A2, CYP2B6, CYP2E1, CYP2C8 et CYP1A1. Les quatre premiers semblent être impliqués dans l'hydroxylation du toluène en alcool benzylique. La CYP2El semble être la principale enzyme intervenant dans l'hydroxylation du toluène, représentant environ 44 % du métabolisme du toluène cependant, il existe une grande variabilité ethnique, dans la population finlandaise, par exemple la principale enzyme est la CYP2B6. La CYP2E1 catalyse la formation d'alcool benzylique et de p-crésol, alors que la CYP2B6 produit comparativement peu de p-cresol.
On estime que chez l'homme, l'alcool benzylique est métabolisé en benzaldéhyde par la CYP plutôt que par l’alcool déshydrogénase. Toutefois, cette conviction ne semble pas être universelle,. La benzaldéhyde est métabolisée, à son tour, en acide benzoïque, principalement par l’aldéhyde déshydrogénase-2 mitochondriale (ALDH-2), alors que seul un petit pourcentage est métabolisé par l’ALDH-1.
L'acide benzoïque est métabolisé soit en glucuronide de benzoyle ou en acide hippurique,. Le glucuronide de benzoyle est produit par la réaction de l'acide benzoïque avec l'acide glucuronique (glycuroconjuguaison), qui représente 10-20 % de l’élimination de l'acide benzoïque. L’acide hippurique est également connu comme étant une benzoylglycine et est produit à partir de l'acide benzoïque en deux étapes : d'abord l'acide benzoïque est transformé en benzoyl-CoA par l'enzyme benzoyle-CoA synthétase, puis le benzoyl-CoA est transformé en acide hippurique par la benzoyl-CoA: glycine N -Acyltransférase. L’acide hippurique est le principal métabolite urinaire du toluène.
L’hydroxylation en crésols est une voie mineure dans le métabolisme du toluène. La majorité des crésols sont éliminés sous forme inchangée dans l'urine, mais une partie du p-crésol et du o-crésol est excrétée sous forme de conjugués. Les études chez le rat ont montré que le p-crésol est principalement conjugué avec l’acide glucuronique pour produire des p-cresylglucuronides, mais cela n’est peut être pas applicable à l'homme. L’o-crésol semble être essentiellement excrété dans les urines sous forme inchangée ou que sous forme de glycuro ou sulfo conjugué. Il semble y avoir des différends sur la question de savoir si le m-crésol est, ou non, un produit du métabolisme du toluène,.

## Influences de l’environnement
Lorsque survient une exposition au toluène, il existe généralement une exposition simultanée à plusieurs autres produits chimiques. Souvent, l'exposition au toluène est concomitante avec une exposition au benzène  et, comme les deux substances sont dans une certaine mesure, métabolisées par les mêmes enzymes, le rapport de leurs concentrations relatives permettra de déterminer leur taux d'élimination. Bien sûr, plus le toluène est long à éliminer, plus il est susceptible d’avoir des effets nocifs.
La consommation en tabac et alcool des personnes exposées au toluène, détermine en partie l'élimination du toxique. Des études ont montré que même une consommation aigüe modeste d'éthanol  pouvait réduire de manière significative la diffusion ou l'élimination du toluène dans le sang en accroissant l’exposition des tissus. D'autres études ont montré que la consommation chronique d'éthanol pouvait accélérer le métabolisme du toluène par induction de la CYP2E1. Il a été montré que le tabagisme pouvait augmenter le taux d'élimination du toluène,  peut-être à cause d’une induction enzymatique.
Le régime alimentaire peut également influer sur l'élimination du toluène. Une alimentation pauvre en hydrates de carbone et le jeûne ont tous les deux été présentés comme capables de provoquer l’induction de la CYP2E1 et, par conséquent, d’augmenter le métabolisme du toluène. Un régime alimentaire faible en protéines peut entrainer une diminution du contenu en CYP totale et ainsi réduire le taux d'élimination du médicament.

## Mesure de l’exposition
L’acide hippurique a longtemps été utilisé comme indicateur d'exposition au toluène.Cependant, il semble exister un doute sur sa validité. Il existe une importante production endogène d'acide hippurique chez l'homme, avec des variations inter-et intra-individuelles influencées par des facteurs tels que l'alimentation, les traitements médicamenteux, la consommation d'alcool, etc. Cela donne à penser que l’acide hippurique pourrait être un indicateur d'exposition au toluène peu fiable,. Il a été suggéré que l'acide hippurique urinaire, marqueur traditionnel d’exposition au toluène n'était tout simplement pas assez sensible pour différencier les personnes exposées des non-exposées. Cela a conduit à étudier d'autres métabolites comme marqueurs d'exposition au toluène.
L’o-crésol urinaire  pourrait être plus fiable pour la biosurveillance de l'exposition au  toluène parce que, à la différence de l’acide hippurique, l’o-crésol n'est pas retrouvé à des niveaux détectables chez les sujets non exposés. L’o-Crésol pourrait être un marqueur moins sensible de l'exposition au toluène que l’acide hippurique.L’excrétion de l’o-Crésol pourrait être une méthode fiable pour mesurer l'exposition au toluène puisque l’o-crésol représente moins de 1 % du total de l’élimination du toluène.
L’acide benzylmercapturic, un métabolite mineur du toluène, est produit à partir de la benzaldéhyde. Au cours des dernières années, des études ont suggéré d'utiliser l’acide benzylmercapturic urinaire comme marqueur preferentiel de l'exposition au toluène, parce qu’il n'est pas détecté dans les sujets non-exposés, qu’il est plus sensible que l’acide hippurique  à de faibles concentrations, qu’il n'est pas affecté par l’alimentation ou la boisson, qu’il peut détecter une exposition au toluène à un niveau d’environ 15  ppm, et qu’il montre une meilleure relation dose effet avec l’exposition au toluène que l’acide hippurique  ou l’o-crésol,.

## Effets de l’exposition à long terme
De graves effets négatifs sur le comportement sont souvent associés à une exposition excessive au toluène liée à l'inhalation délibérée de solvants. l'exposition au toluène à long terme est souvent associée à des manifestations telles que le syndrome psychoorganiquedes anomalies des potentiels évoqués visuels (PEV), des  polyneuropathies toxiques, des atteintes  cérébelleuses, cognitives et des  pyramidales,,une  atrophie optique et des  lesions cérébrales.
Le toluène provoque des tremblements posturaux par une augmentation des concentrations extracellulaires d’acide gamma-aminobutyrique (GABA) dans le cortex  cérébelleux. Le traitement par les agonistes du GABA tels que, les benzodiazépines procurent une certaine atténuation des tremblements induits par le toluène, ainsi que de l’ataxie. Une alternative au traitement médicamenteux est la thalamotomie. Les tremblements associés à l’abus de toluène ne semblent pas être un symptôme transitoire, mais on observe une évolution irréversible et progressive des symptômes qui continue après la cessation de l’intoxication aux solvants.
Il existe certaines preuves qu’un faible niveau d'exposition au toluène peut provoquer des perturbations dans la différenciation des cellules précurseurs des astrocytes. Cela ne semble pas être un risque majeur pour les adultes, mais l'exposition au toluène des femmes enceintes pendant les phases critiques du développement fœtal peut provoquer des troubles graves du développement neuronal.